# María Victoria Moreno
María Victoria Moreno Márquez (Valência de Alcântara, 1 de maio de 1939 — Pontevedra, 22 de novembro de 2005) foi uma editora, tradutora, conferencista, escritora de literatura infantojuvenil galega e professora do ensino secundário nos institutos de Lugo, São Genjo e Pontevedra. O seu texto mais célebre é Anagnórise, que foi reeditado e traduzido em várias línguas. Alguns traços fundamentais da sua obra são o lirismo, a transformação dos animais em protagonistas e a crítica ao ensino arcaico.
Em 2018 foi a figura protagonista do Dia das Letras Galegas, sendo a quarta mulher, após Rosalía de Castro, Francisca Herrera Garrido e María Mariño, que foi reconhecida na história da celebração.

## Reconhecimentos
Foi finalista do Prémio Café Gijón em 1969 com o romance de língua espanhola, Alcores de Donalvar.
O júri formado por Santos Simões, Riveiro da Costa e Xesús Alonso Montero, atribuiu em 1971 o primeiro prémio dos Jogos Florais Minho-Galaicos de Guimarães, com o relato de língua espanhola, La casa de las Marías, onde também havia um relato em galego intitulado A gaiola.
Recebeu o segundo Prémio do Concurso Nacional de Contos Infantis O Facho da Agrupación Cultural O Facho, em 1972, pela obra Crarisca e Luceiro. Foi galardoada com o Prémio do Concurso Nacional de Contos Infantis da Agrupación Cultural O Facho, em 1975, pela obra O cataventos, e com o Prémio O Barco de Vapor em 1985, pela obra Leonardo e os fontaneiros. Foi incluída na lista de honra da Organização Internacional para o Livro Infantil e Juvenil em 1990, pela obra Anagnórise, e incluída na lista internacional White Ravens da Biblioteca Internacional para a Juventude de Munique pela obra Guedellas de seda e liño em 2002. Recebeu o Prémio de Romance Curto Manuel Díaz Luis do município de Monleón, com a obra Donde el aire no era brisa, em 28 de agosto de 2005.
Recebeu a menção honrosa a título póstumo do Prémio Xoán Manuel Pintos do município de Pontevedra em 2005. Foi homenageada a título póstumo na VII edição do Salão do Livro Infantil de Pontevedra em 2006.
Em 2015 a plataforma de crítica literária feminista A Sega atribuiu-lhe o Dia das Galegas nas Letras.

## Obras
Literatura infantojuvenil
- Mar adiante, Sada, Ediciós do Castro, 1973.[12]
- A festa no faiado, Vigo, Editorial Galaxia, 1983.
- A brétema, Vigo, Galaxia, 1985.[13]
- Leonardo e os fontaneiros, Galaxia-SM, 1986, ilustrado por Manuel Uhía. Recebeu o Prémio O Barco de Vapor.
- Anagnórise, Vigo, Galaxia, 1988. Incluída posteriormente na coleção Biblioteca Galega 120.
- O cataventos, Santiago de Compostela, Sotelo Blanco Edicións, 1989.
- ¿Un cachiño de bica?, Vigo, Grupo SM, 1994, ilustrado por Manuel Uhía.[12]
- ¿E haberá tirón de orellas?, Vigo, Galaxia, 1997.
- Guedellas de seda e liño, Vigo, Galaxia, 1999.
- Eu conto, ti cantas, Vigo, Edicións Xerais de Galicia, 2005, ilustrado por Manuel Uhía. Inclui:
  - "Xa non teño medo"
  - "Can branco, can negro" (publicado anteriormente como "Nico e Miños")
  - "Un cachiño de bica".
- O amor e as palabras, Urco Editora, 2017. Inclui:
  - "Querida avoa" [14]
  - "S.O.S."
  - "O libro das saudades e os degoiros"
  - "Pan con chocolate"
  - "O encontro"
  - "O grumete"
  - "O amor e as palabras"
- As cinco castes, Urco Editora, 2018.

Ensaios
- As linguas de España, Santiago, coleção Andel n.º 9, Junta da Galiza, 1991.
- Verso e prosa, Santiago, coleção Andel n.º 15, Junta da Galiza, 1991.
- Diario da luz e a sombra, Vigo, Xerais, 2004.[12]
- É a lúa que baila… María Victoria Moreno e a lírica dos seis poemas galegos de Federico García Lorca, Galaxia, 2018.

Narrativa
- Querida avoa, Vigo, Contos do Castromil, 1993.[14]

Poesia
- Elexías de luz, Vigo, Xerais, 2006.

Traduções
- Mecanoscrito da segunda orixe (Mecanoscrit del segon origen, 1974), de Manuel de Pedrolo, Vigo, Galaxia, 1989.[15]

Obras coletivas
- "O cataventos", em Contos pra nenos, Vigo, Galaxia, 1979.[4]
- "Comentarios de texto: descubrir a realidade", em Xornadas da Lingua Galega no Ensino, Santiago,  Junta da Galiza, 1984.[12]
- Literatura século XX. Iniciación universitaria, Vigo, Galaxia/SM, 1985. Com Xesús Rábade Paredes.
- Literatura. 3 BUP, Galaxia-SM, 1987. Canda Rábade Paredes e Alonso Girgado.
- "Nico e Miños", em 8 contos, Santiago de Compostela, Junta da Galiza, 1989.[4]
- "Querida avoa",[14] em Lerias, Santiago de Compostela, Junta da Galiza, 1991.
- "S.O.S.", em Contos de hogano, Santiago de Compostela, El Correo Gallego, 1992.[4]
- "O libro das saudades e os degoiros", em Ruta Rosalía 1993, Caixa Galicia. Santiago de Compostela, 1993.[4]
- "Pan con chocolate", em Relatos para un tempo novo, Santiago de Compostela, Junta da Galiza, 1993.[4]
- "Discurso pronunciado por Xesús Alonso Montero no acto no que recibiu o Pedrón de Ouro", em Comentarios de textos populares e de masas, Xerais, 1994.[12]
- "¿Escritora alófona eu?", p. 107-111, em Poetas alófonos en lingua galega, Vigo, Galaxia, 1994.[16]
- E dixo o corvo..., Santiago de Compostela, Junta da Galiza, 1997.
- "¡Xa non teño medo!", em A maxia das palabras, Santiago de Compostela, Junta da Galiza, 1998-1999.[4]
- "Amigos de mil cores", em Campaña de Lectura 2001, Santiago de Compostela, Junta da Galiza, 2001.[4]
- "Carta de amor", em Carlos Casares: a semente aquecida da palabra, Santiago de Compostela, Conselho da Cultura Galega, 2003.
- "O encontro", em Un libro, a maior aventura, Santiago de Compostela, Junta da Galiza, 2003.[12]
- "O grumete", em Contos de charlatáns, grumetes, botas e fendas, Santiago de Compostela, Junta da Galiza, 2004.[4]

Revistas
- "Estou a escribir a contrarreloxo". Entrevista com Xosé Antonio Neira Cruz, Fadamorgana n.º 3, p. 12-16 (dezembro de 1999).
- “Danza da lúa en Santiago”. Suxerencias para unha aproximación a Federico García Lorca, poeta galego (1985). 2015.[17]

Em espanhol
- "Prólogo" de Xuntos cara ó mañán, de Xesús Rábade Paredes, 1969, Edicións Celta, Lugo.
- Alcores de Donalvar. A versão espanhola de 1969 foi publicada em 2006, sob o título de Donde el aire no era brisa. Foi traduzida para o galego por Xavier Senín, sob o título de Onde o aire non era brisa, Galaxia, 2009.[18]
- Os novísimos da poesía galega / Los novísimos de la poesía gallega (edição bilíngue), Madrid, Akal, 1973.
- Tradução de El perro Rin y el lobo Crispín, 1986, de Carlos Casares Mouriño.[15]
- M.V.M., una profesora feliz de serlo. CLIJ: cuadernos de literatura infantil y juvenil, Barcelona, julho-agosto de 1992[13]
- Nosoutras, sete textos, cinco em espanhol e dois em galego, traduzidos em galego por Xavier Senín. Urco, 2018.[19]